# Finali del campionato mondiale di calcio
Le finali del campionato mondiale di calcio sono gli incontri conclusivi del torneo che hanno determinato, ad ogni edizione, la nazionale che ha vinto la Coppa del Mondo, divenendo campione del mondo. Sono state disputate dalle due nazionali che rimanevano in gara al termine della parte di torneo a eliminazione diretta, e si sono svolte con questa formula in tutte le edizioni del campionato, con la sola eccezione campionato mondiale di calcio 1950, quando la vincitrice fu stabilita invece al termine di girone finale con quattro nazionali partecipanti; anche se, in quel caso, l'ultima partita del girone vide affrontarsi la due squadre che si trovavano ai primi due posti della classifica, divenendo anch'essa de facto una finale per l'assegnazione del titolo e come tale è spesso considerata.

## Regolamento
Il regolamento della finale è identico a quello dei turni precedenti a eliminazione diretta nel torneo: viene dichiarata vincitrice dell'incontro, e in questo caso anche della competizione, la nazionale in vantaggio al termine dei 90 minuti di gioco regolamentari; se il punteggio è in parità, si procede a disputare i tempi supplementari e, se persiste ancora il risultato di parità dopo 120 minuti di gioco, si segue con i tiri di rigore per l'assegnazione del titolo.

## Lista delle finali
Di seguito la lista delle finali del campionato mondiale di calcio, compresa la finale de facto del 1950.
| Edizione | Anno | Data             | Paese ospitante            | Sede                                         | Vincitore      | 2º classificato | Risultato             | Spettatori | Dettagli  |
| -------- | ---- | ---------------- | -------------------------- | -------------------------------------------- | -------------- | --------------- | --------------------- | ---------- | --------- |
| I        | 1930 | 30 luglio 1930   | Uruguay                    | Stadio del Centenario, Montevideo            | Uruguay        | Argentina       | 4 – 2                 | 68 346     | dettaglio |
| II       | 1934 | 10 giugno 1934   | Italia                     | Stadio Nazionale del PNF, Roma               | Italia         | Cecoslovacchia  | 2 – 1 (dts)           | 55 000     | dettaglio |
| III      | 1938 | 19 giugno 1938   | Francia                    | Stadio Yves du Manoir, Colombes              | Italia         | Ungheria        | 4 – 2                 | 45 000     | dettaglio |
| IV       | 1950 | 16 luglio 1950   | Brasile                    | Stadio Maracanã, Rio de Janeiro              | Uruguay        | Brasile         | 2 – 1                 | 173 850    | dettaglio |
| V        | 1954 | 4 luglio 1954    | Svizzera                   | Stadio Wankdorf, Berna                       | Germania Ovest | Ungheria        | 3 – 2                 | 62 500     | dettaglio |
| VI       | 1958 | 29 giugno 1958   | Svezia                     | Råsundastadion, Solna                        | Brasile        | Svezia          | 5 – 2                 | 51 800     | dettaglio |
| VII      | 1962 | 17 giugno 1962   | Cile                       | Stadio nazionale del Cile, Santiago del Cile | Brasile        | Cecoslovacchia  | 3 – 1                 | 69 000     | dettaglio |
| VIII     | 1966 | 30 luglio 1966   | Inghilterra                | Stadio di Wembley, Londra                    | Inghilterra    | Germania Ovest  | 4 – 2 (dts)           | 96 924     | dettaglio |
| IX       | 1970 | 21 giugno 1970   | Messico                    | Stadio Azteca, Città del Messico             | Brasile        | Italia          | 4 – 1                 | 107 412    | dettaglio |
| X        | 1974 | 7 luglio 1974    | Germania Ovest             | Stadio Olimpico, Monaco di Baviera           | Germania Ovest | Paesi Bassi     | 2 – 1                 | 75 200     | dettaglio |
| XI       | 1978 | 25 giugno 1978   | Argentina                  | Stadio Monumental, Buenos Aires              | Argentina      | Paesi Bassi     | 3 – 1 (dts)           | 71 483     | dettaglio |
| XII      | 1982 | 11 luglio 1982   | Spagna                     | Stadio Santiago Bernabéu, Madrid             | Italia         | Germania Ovest  | 3 – 1                 | 90 000     | dettaglio |
| XIII     | 1986 | 29 giugno 1986   | Messico                    | Stadio Azteca, Città del Messico             | Argentina      | Germania Ovest  | 3 – 2                 | 114 600    | dettaglio |
| XIV      | 1990 | 8 luglio 1990    | Italia                     | Stadio Olimpico, Roma                        | Germania Ovest | Argentina       | 1 – 0                 | 73 603     | dettaglio |
| XV       | 1994 | 17 luglio 1994   | Stati Uniti                | Rose Bowl, Pasadena                          | Brasile        | Italia          | 0 – 0 (dts) (3-2 dtr) | 94 194     | dettaglio |
| XVI      | 1998 | 12 luglio 1998   | Francia                    | Stade de France, Saint-Denis                 | Francia        | Brasile         | 3 – 0                 | 75 000     | dettaglio |
| XVII     | 2002 | 30 giugno 2002   | Corea del Sud Giappone     | Stadio internazionale, Yokohama              | Brasile        | Germania        | 2 – 0                 | 69 029     | dettaglio |
| XVIII    | 2006 | 9 luglio 2006    | Germania                   | Stadio Olimpico, Berlino                     | Italia         | Francia         | 1 – 1 (dts) (5-3 dtr) | 69 000     | dettaglio |
| XIX      | 2010 | 11 luglio 2010   | Sudafrica                  | Soccer City Stadium, Johannesburg            | Spagna         | Paesi Bassi     | 1 – 0 (dts)           | 84 490     | dettaglio |
| XX       | 2014 | 13 luglio 2014   | Brasile                    | Stadio Maracanã, Rio de Janeiro              | Germania       | Argentina       | 1 – 0 (dts)           | 74 738     | dettaglio |
| XXI      | 2018 | 15 luglio 2018   | Russia                     | Stadio Lužniki, Mosca                        | Francia        | Croazia         | 4 – 2                 | 78 011     | dettaglio |
| XXII     | 2022 | 18 dicembre 2022 | Qatar                      | Stadio Iconico, Lusail                       | Argentina      | Francia         | 3 – 3 (dts) (4-2 dtr) | 88 966     | dettaglio |
| XXIII    | 2026 | 19 luglio 2026   | Canada Messico Stati Uniti | MetLife Stadium, East Rutherford             |                |                 |                       |            |           |

## Statistiche

### Vittorie
Per nazione

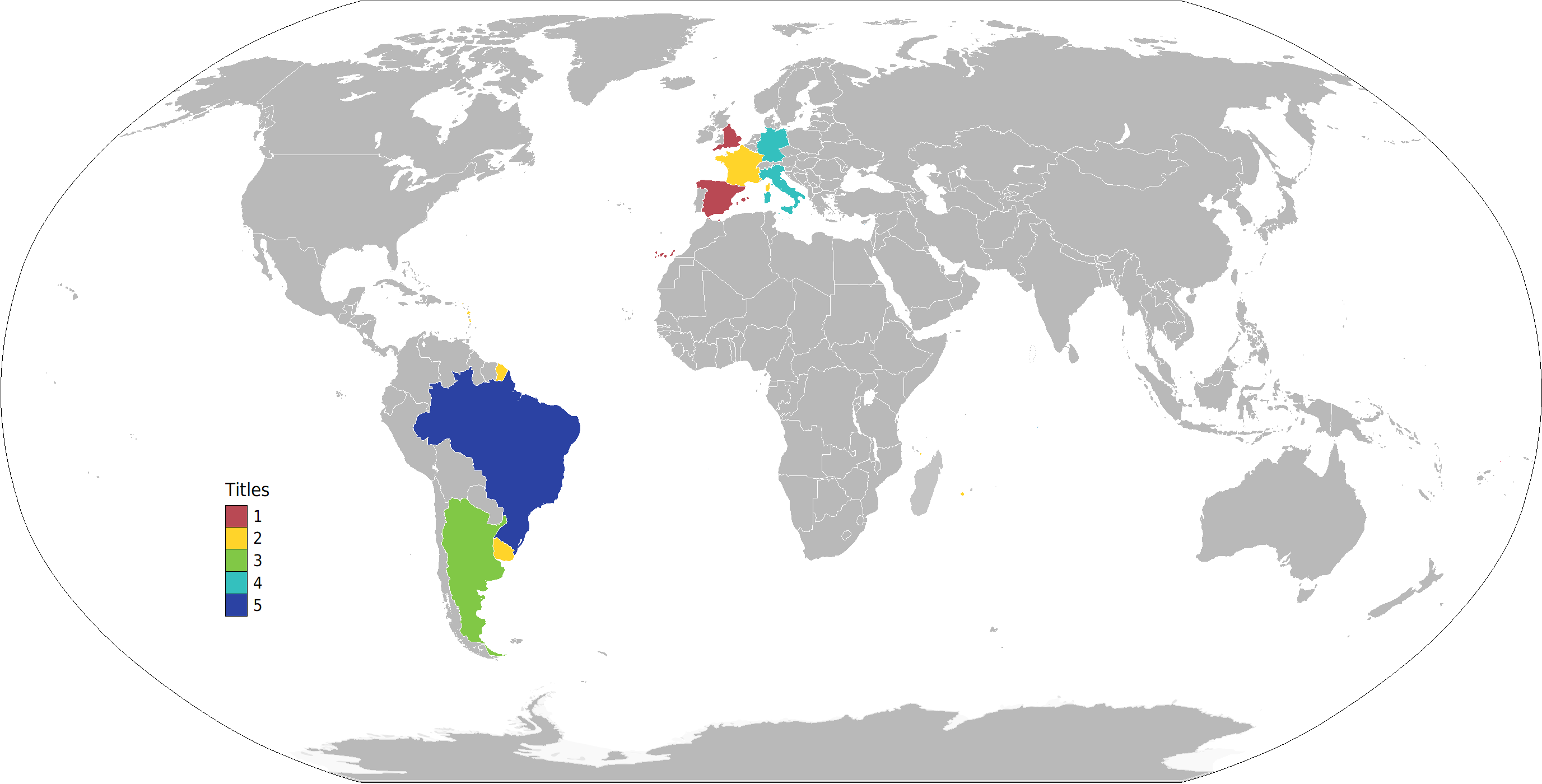
Titoli mondiali delle varie nazioni.

Di seguito la lista delle nazionali che hanno vinto una finale del campionato mondiale di calcio, compresa la finale de facto del 1950, divenendo quindi "campioni del mondo".
| Nazione     | Totale | Edizioni vinte               |
| ----------- | ------ | ---------------------------- |
| Brasile     | 5      | 1958, 1962, 1970, 1994, 2002 |
| Germania    | 4      | 1954, 1974, 1990, 2014       |
| Italia      | 4      | 1934, 1938, 1982, 2006       |
| Argentina   | 3      | 1978, 1986, 2022             |
| Francia     | 2      | 1998, 2018                   |
| Uruguay     | 2      | 1930, 1950                   |
| Inghilterra | 1      | 1966                         |
| Spagna      | 1      | 2010                         |

Consecutive
Di seguito la lista delle vittorie consecutive in finale, bissando il titolo di "campione del mondo".
| Nazione | Totale | Edizioni   |
| ------- | ------ | ---------- |
| Italia  | 2      | 1934, 1938 |
| Brasile | 2      | 1958, 1962 |

Per confederazione
Di seguito la lista delle vittorie, per confederazione di appartenenza delle nazionali che l'hanno conseguito il titolo mondiale.
| Confederazione        | Totale |
| --------------------- | ------ |
| UEFA (Europa)         | 12     |
| CONMEBOL (Sudamerica) | 10     |

### Partecipazioni
Per nazione
Di seguito la lista delle nazionali che hanno preso parte ad finale del campionato mondiale di calcio, compresa la finale de facto del 1950. In giallo sono evidenziate le nazionali che hanno vinto almeno una finale, divenendo quindi "campione del mondo", mentre in grigio figurano le nazionali che hanno sempre perso in finale.
| Nazione        | Totale | Vittorie | Sconfitte | Finali vinte                 | Finali perse           |
| -------------- | ------ | -------- | --------- | ---------------------------- | ---------------------- |
| Germania       | 8      | 4        | 4         | 1954, 1974, 1990, 2014       | 1966, 1982, 1986, 2002 |
| Brasile        | 7      | 5        | 2         | 1958, 1962, 1970, 1994, 2002 | 1950, 1998             |
| Italia         | 6      | 4        | 2         | 1934, 1938, 1982, 2006       | 1970, 1994             |
| Argentina      | 6      | 3        | 3         | 1978, 1986, 2022             | 1930, 1990, 2014       |
| Francia        | 4      | 2        | 2         | 1998, 2018                   | 2006, 2022             |
| Paesi Bassi    | 3      | 0        | 3         | –                            | 1974, 1978, 2010       |
| Uruguay        | 2      | 2        | 0         | 1930, 1950                   | –                      |
| Cecoslovacchia | 2      | 0        | 2         | –                            | 1934, 1962             |
| Ungheria       | 2      | 0        | 2         | –                            | 1938, 1954             |
| Inghilterra    | 1      | 1        | 0         | 1966                         | –                      |
| Spagna         | 1      | 1        | 0         | 2010                         | –                      |
| Svezia         | 1      | 0        | 1         | –                            | 1958                   |
| Croazia        | 1      | 0        | 1         | –                            | 2018                   |

Consecutive
Di seguito la lista delle nazionali che hanno preso parte a più finali consecutive del campionato mondiale di calcio. In grassetto le finali vinte, in corsivo quelle perse.
| Nazione     | Totale | Vittorie | Sconfitte | Edizioni         |
| ----------- | ------ | -------- | --------- | ---------------- |
| Brasile     | 3      | 2        | 1         | 1994, 1998, 2002 |
| Germania    | 3      | 1        | 2         | 1982, 1986, 1990 |
| Italia      | 2      | 2        | 0         | 1934, 1938       |
| Brasile     | 2      | 2        | 0         | 1958, 1962       |
| Argentina   | 2      | 1        | 1         | 1986, 1990       |
| Francia     | 2      | 1        | 1         | 2018, 2022       |
| Paesi Bassi | 2      | 0        | 2         | 1974, 1978       |

Per confederazione
Di seguito la lista della partecipazioni alla finale, per confederazione di appartenenza delle nazionali che l'hanno disputata.
| Confederazione        | Totale | Vittorie | Sconfitte |
| --------------------- | ------ | -------- | --------- |
| UEFA (Europa)         | 29     | 12       | 17        |
| CONMEBOL (Sudamerica) | 15     | 10       | 5         |

### Per tempo di gioco
Di seguito la lista delle finali, classificate per tempo di gioco servito per determinare la nazionale vincitrice del torneo:
| Tipologia           | Totale | Edizioni                                                                           |
| ------------------- | ------ | ---------------------------------------------------------------------------------- |
| Tempi regolamentari | 14     | 1930, 1938, 1950, 1954, 1958, 1962, 1970, 1974, 1982, 1986, 1990, 1998, 2002, 2018 |
| Tempi supplementari | 5      | 1934, 1966, 1978, 2010, 2014                                                       |
| Tiri di rigore      | 3      | 1994, 2006, 2022                                                                   |